# Шелудченко Володимир Ілліч
Володимир Ілліч Шелудченко (нар. 8 липня 1949, Макіївка, Донецька область) — колишній глава правління НАК «Нафтогаз України» (2006–2007).

## Освіта
У 1977 році отримав диплом інженера-механіка в Донецькому політехнічному інституті. Доктор технічних наук: захистив дисертацію на тему «Способи підвищення ефективності експлуатації газотранспортних систем і ресурсозберігаючі технології теплогазопоставок».

## Кар'єра
У радянський період В.Шелудченко отримав досвід компартійної роботи. Закінчив Вищу школу ЦК КПУ, трудився секретарем парткому тресту «ГОРЛІВСЬКХІМБУД» і в Донецькому обкомі КПУ, другим секретарем Добропільського міськкому партії. В останні роки існування СРСР працював начальником Донецького облуправління комунального господарства, головою та першим заступником голови виконкому Донецької облради.
Після чого, в 1991 році, перейшов на енергетичну стезю — зайняв пост голови правління ВАТ «Донецькоблгаз» (там пропрацював до 1997 року). Побував першим заступником голови Держкомітету нафтової, газової та нафтопереробної промисловості. У 2003–2005 рр.. обіймав посаду першого заступника голови правління НАК «Нафтогаз України». З серпня 2006 до лютого 2007 року був головою правління Національної акціонерної компанії «Нафтогаз України».